# Antonio Casado Alonso
Antonio Casado Alonso (Ayoó de Vidriales, Zamora; 1944) es un periodista español.

## Biografía
Estudió el bachillerato en el Instituto Claudio Moyano de Zamora. Tras finalizar sus estudios de periodismo, dio sus primeros pasos profesionales en el diario Pueblo de Madrid. Entre 1973 y 1974 fue director de servicio de los números 41 a 65 del tebeo Trinca de Ediciones Doncel. Ocupó luego, y hasta 1975, el cargo de subdirector de la revista Tele-Radio. Posteriormente, se especializó en información política y parlamentaria siendo uno de los testigos privilegiados del período de la Transición española. A principios de los años ochenta se incorporó a Radio Nacional de España, donde desde 1981 ejerce como jefe del gabinete de prensa y más tarde dirige los espacios informativos Diario de la tarde, Escrito en el aire y España a las ocho (1984-1988). Finalmente, en la misma cadena, asume funciones de corresponsal diplomático.
Entre 1990 y 1992 fue redactor jefe de la revista Tiempo y posteriormente escribió en Época. Con posterioridad impulsó, junto a Jesús Cacho la página web de noticias El Confidencial. Ha sido desde finales de los años noventa contertulio habitual en debates políticos de radio y televisión. En las ondas participaba en el debate del programa La mañana de la COPE en la etapa en que estuvo dirigido por Luis Herrero. En 2004 fichó por Onda Cero y desde entonces participa habitualmente en el espacio La brújula, Herrera en la Onda de Carlos Herrera y Más de uno. En televisión tras pasar por Telecinco (La mirada crítica y Día a día de María Teresa Campos), recaló en Antena 3 (Ruedo ibérico - 2004-2006 -, Cada día - 2004-2005 -, Espejo público -desde 2007-) y Canal Nou. En 1995 publicó el libro Detrás de Aznar, junto a Jesús Rivasés. 
En el ámbito personal, está casado con la periodista Carmen Rigalt y tiene dos hijos: Antonio Casado Rigalt, diplomático de carrera, y Daniel Casado Rigalt, escritor y experto en arqueología.